# Muchowłoki
Muchowłoki (biał. Мухаўлокі; ros. Муховлоки) – wieś na Białorusi, w obwodzie brzeskim, w rejonie kobryńskim, w sielsowiecie Ostromecz, przy ujściu Dachłówki do Muchawca.
Dawniej wieś i folwark. W dwudziestoleciu międzywojennym leżały w Polsce, w województwie poleskim, w powiecie kobryńskim.